# 岛屋八生
岛屋八生（日语：／ Shimaya Yatsuo，1953年9月6日—），日本男子举重运动员。他曾代表日本参加1982年亚洲运动会举重比赛，获得一枚银牌。他也曾参加1976年夏季奥林匹克运动会。